# Giorgia Filippi
Giorgia Filippi (Lugo, 28 ottobre 1996) è una calciatrice italiana, di ruolo centrocampista offensivo.

## Carriera

### Club
Giorgia Filippi si appassiona al gioco del calcio fin da giovanissima, condividendola con il fratello e decidendo di tesserarsi con la Polisportiva Voltana, società dell'omonima frazione del comune di Lugo, iscrivendosi nella sua scuola calcio dall'età di 6 anni e con la quale gioca nelle sue formazioni giovanili miste fino alla categoria Esordienti, quando al raggiungimento dei 14 anni, età massima consentita dalla federazione per giocare con i maschietti, deve decidere dove continuare l'attività agonistica in una squadra interamente femminile.
Nell'estate 2011 trova un accordo con l'Imolese che le offre l'opportunità di giocare con la propria società dalla stagione 2011-2012. Inserita ben presto in rosa con la formazione titolare iscritta al campionato di Serie A2, l'allora secondo livello del campionato italiano femminile di calcio, fa il suo debutto il 5 dicembre 2011, all'ottava giornata di campionato del girone C, nell'incontro dove l'Imolese si impone per 5-1 sulle avversarie dell'ANSPI Marsciano. Il suo sodalizio con la società di Imola dura per le stagioni a venire, impiegata nei ruoli di trequartista o esterno di centrocampo, contribuendo a raggiungere sempre un'agevole salvezza, miglior risultato il quarto posto in Serie A2 2012-2013, anche dopo la riforma del campionato che vede passare l'Imolese in Serie B, ridiventata la cadetteria del campionato dalla stagione 2013-2014. Filippi raggiunge le 100 presenze in maglia rossoblu il 22 maggio 2016, 22ª e ultima giornata della stagione di Serie B 2015-2016, dove la propria squadra viene sconfitta per 5-1 dall'Alessandria. Nelle ultime due stagioni si mette particolarmente in luce per la sua propensione ad andare a segno, realizzando 16 reti su 26 presenze nella stagione 2014-2015 e 21 su 21 presenze in quella successiva.
Durante il calciomercato estivo 2016 il San Zaccaria annuncia di aver trovato un accordo con l'Imolese per acquisire Filippi con la formula del prestito per la stagione entrante, dando così l'opportunità di debuttare in Serie A. Filippi viene impiegata in 21 incontri di campionato, dove realizza due reti, quella del parziale 2-2 alla nona giornata con il Luserna, incontro poi perso per 4-3, e una settimana più tardi dove al 25' apre le marcature nell'incontro vinto 5-0 sul Chieti; scende in campo anche nei play-off, giocato con il Como 2000, dove festeggia con le compagne la vittoria e la permanenza in Serie A anche per la stagione 2017-2018, dove tuttavia non viene riconfermata dalla società.
Dopo la sosta natalizia della stagione 2017-2018, torna al San Zaccaria in prestito dall'Imolese con diritto di riscatto.
Nel 2019 conquista il terzo posto nella classifica capocannoniere con ben 13 goal con il Ravenna woman.
Per la stagione 2022-2023 viene annunciato il suo arrivo al Riccione con il quale disputa il campionato di Serie C, contribuendo a far raggiungere alla sua nuova squadra il 6º posto nel girone B e una conseguente agevole salvezza.

### Nazionale
Filippi inizia ad essere convocata dalla Federazione Italiana Giuoco Calcio (FIGC) fin dal 2012, partecipando allo stage della nazionale Under-17 al centro tecnico federale di Coverciano, Firenze, senza tuttavia venire impiegata in competizioni ufficiali.
Il responsabile tecnico della formazione Under-19 Corrado Corradini decide di inserirla tra le 22 atlete che dal 27 al 30 dicembre affrontano uno stage a Roma, quindi decide di inserirla in rosa nella squadra che affronta l'edizione 2014 del Torneo di La Manga. Corradini le rinnova la fiducia inserendola nella rosa delle convocate alle qualificazioni al campionato europeo di categoria di Israele 2015. Filippi fa il suo esordio in un torneo ufficiale UEFA il 15 settembre, nell'incontro dove le Azzurrine si impongono sulle pari età del Kazakistan, e viene impiegata anche tre giorni più tardi, nella partita vinta 3-0 sul Galles, che risulta l'ultima giocata nel torneo.